# 隆泰
隆泰（りゅうたい）は、ベトナム高平に拠った莫朝の光祖莫敬寛が使用したとする説のある元号。1618年 - 1625年。
『大越史記全書』は1593年をもって莫氏は滅びたと記し、同年に莫敬恭が叛して建てた乾統の元号を認めていない上、「隆泰」の存在に言及していない。山本達郎、鄧洪波もこれに従っており、「乾統」が1593年から1625年まで用いられたとする。一方『欽定越史通鑑綱目』は、莫敬寛が1618年に叛し、「隆泰」と建元したことに言及しており、以後莫敬恭と莫敬寛は高平に分拠し、1625年、莫敬恭が後黎朝に討たれて滅びたとき、莫敬寛は降伏して太尉通国公に封ぜられ、以後は後黎朝の元号を用いたと記している。

## 西暦・干支・他元号との対照表
| 隆泰   | 元年     | 2年               | 3年               | 4年      | 5年      | 6年      | 7年      | 8年      |
| 西暦   | 1618年   | 1619年            | 1620年            | 1621年   | 1622年   | 1623年   | 1624年   | 1625年   |
| 干支   | 戊午     | 己未              | 庚申              | 辛酉     | 壬戌     | 癸亥     | 甲子     | 乙丑     |
| 黎朝   | 弘定19年 | 弘定20年 永祚元年 | 永祚2年           | 永祚3年  | 永祚4年  | 永祚5年  | 永祚6年  | 永祚7年  |
| 莫敬恭 | 乾統26年 | 乾統27年          | 乾統28年          | 乾統29年 | 乾統30年 | 乾統31年 | 乾統32年 | 乾統33年 |
| 明     | 万暦46年 | 万暦47年          | 万暦48年 泰昌元年 | 天啓元年 | 天啓2年  | 天啓3年  | 天啓4年  | 天啓5年  |